# Pim Doesburg
Willem Doesburg (Roterdã, 28 de outubro de 1943 – 18 de novembro de 2020) foi um futebolista neerlandês que atuou como goleiro. 

## Carreira
Doesburg estreou a sua carreira no Sparta Rotterdam em 1962. Com o clube, conquistou uma copa nacional em 1966, derrotando o ADO na final por 1–0. No ano seguinte, transferiu-se para o PSV, permanecendo até 1970 quando retornou ao seu clube anterior. Depois de ficar por mais dez anos no Sparta, regressou ao PSV, com o qual, nessa segunda passagem, conquistou dois títulos da Eredivisie em 1986 e 1987. Durante o período de atividade, fez 687 partidas na primeira divisão dos Países Baixos, sendo o futebolista que mais jogou a competição.
Foi convocado para a Copa do Mundo de 1978, junto com Piet Schrijvers e Jan Jongbloed, porque o técnico austríaco Ernst Happell decidiu cortar do elenco o goleiro do PSV Jan Van Beveren. Com a contusão de Schrijvers, ocorrida na semifinal contra a Itália, Doesburg foi o reserva de Jongbloed na decisão da Copa, contra a Argentina.
Foi titular durante o Mundialito de 1980/81, realizado no Uruguai, em comemoração aos cinquenta anos da realização da primeira Copa do Mundo.

## Morte
A morte do Doesburg foi divulgada em 18 de novembro de 2020.